# Clement Bischoff
Clement Mutahi Bischoff (Kopenhagen, 16 december 2005) is een Deens-Keniaans voetballer die doorgaans speelt als middenvelder. In september 2023 debuteerde hij voor Brøndby IF.

## Clubcarrière
Bischoff speelde in de jeugd van Sundby Boldklub en kwam daarna via Fremad Amager in de opleiding van Brøndby IF terecht. Hier tekende hij in januari 2022 zijn eerste professionele contract. Voorafgaand aan het seizoen 2023/24 mocht hij zich met onder meer Noah Nartey melden bij het eerste elftal en daarin debuteerde hij vervolgens op 27 september 2023. Op die dag werd in de DBU Pokalen met 0–3 gewonnen van Hellerup IK en Bischoff mocht als invaller zijn entree maken. Anderhalve maand na zijn professionele debuut tekende de middenvelder een nieuw contract bij de club, tot medio 2026.
Na zijn bekerdebuut kwam Bischoff in de rest van de jaargang nog tot vier competitiewedstrijden, telkens als invaller. Aan het begin van het seizoen 2024/25 kwam hij vaker aan spelen toe en op 21 juli 2024 begon hij voor het eerst in de basisopstelling, op bezoek bij Viborg FF. Op aangeven van Yuito Suzuki maakte hij na een halfuur spelen zijn eerste doelpunt als profvoetballer, waarna de score uiteindelijk opliep tot 3–3. Zijn tweede seizoen leverde uiteindelijk negenendertig officiële optredens op, met daarin twee doelpunten.

## Clubstatistieken
| Seizoen | Club       | Competitie  | Competitie | Competitie | Beker | Beker | Internationaal | Internationaal | Totaal | Totaal |
| Seizoen | Club       | Competitie  | Wed.       | Dlp.       | Wed.  | Dlp.  | Wed.           | Dlp.           | Wed.   | Dlp.   |
| ------- | ---------- | ----------- | ---------- | ---------- | ----- | ----- | -------------- | -------------- | ------ | ------ |
| 2023/24 | Brøndby IF | Superligaen | 4          | 0          | 1     | 0     | —              | —              | 5      | 0      |
| 2024/25 | Brøndby IF | Superligaen | 29         | 2          | 6     | 0     | 4              | 0              | 39     | 2      |
| Totaal  | Totaal     | Totaal      | 33         | 2          | 7     | 0     | 4              | 0              | 44     | 2      |

Bijgewerkt op 25 juni 2025.